# Logopedická intervence
Logopedická intervence je specifická aktivita, kterou logoped, klinický logoped nebo logopedický asistent uskutečňuje s určitým cílem, a to především správnou diagnostikou a řešením vad řeči.

## Definice
Intervenci je možné doslovně chápat jako zásah, zakročení, zákrok. V logopedii dělíme tento zásah na diagnostiku, terapii a prevenci. V první fázi probíhá identifikace, ve druhé eliminace (zmírnění/překonání) narušené komunikační schopnosti a třetí fáze se zabývá snahou předejít narušení a zlepšit komunikační schopnost. Jednotlivé fáze jsou od sebe v praxi těžce rozpoznatelné, jelikož se prolínají.

## Triáda logopedické intervence
1. Diagnostika
2. Terapie
3. Prevence

## Vyšetření u logopeda
Návštěva logopeda může být podnětem jak ze strany rodičů, tak ze strany učitele nebo dětského praktického lékaře. Dětský lékař má obvykle nejlepší přehled o místních možnostech a může napsat i doporučení na pracoviště plně kvalifikovaného odborníka. Probíhá individuálně na základě potřeb jedinců.

## Důsledky
U osob s narušenou komunikační schopností je logopedická intervence klíčová, neboť výše zmíněné poruchy mohou mít negativní dopad na psychosociální a emoční vývoj daného jedince, v extrémních případech se mohou rozvinout poruchy úzkosti a další.

## Logopedická intervence v České republice
V České republice logopedická intervence probíhá ve třech typech zařízení a ve třech státních resortech. Konkrétně se jedná o zařízení státní, nestátní a soukromá. Státními jsou nemocnice, kliniky, lázně. Nestátní jsou záležitostí charitativních, městských a církevních sdružení a soukromá zařízení jsou v režii nadačních či charitativních spolků, ale i soukromých ambulancí klinických logopedů. Ve státních resortech se jedná o resort školství, zdravotnictví a resort práce a sociálních věcí. Důvodem, proč logopedická intervence probíhá ve třech resortech, a ne pouze v jednom je skutečnost, že osoby jsou handicapované v různé míře a ve všech věkových kategoriích, potřebují tedy odlišně rozsáhlou odbornou pomoc. Primární snahou je zajistit jim co nejlepší život, proto je nezbytná spolupráce více resortů, abychom bylo všem umožněno vzdělávat se, a především aby byla poskytnuta kvalitní zdravotnická péče. Na základě těchto skutečností je poté zvolen resort, či spolupráce jednotlivých resortů tak, aby byla logopedická intervence pro dítě úspěšná.

### Resort školství
V resortu Ministerstva školství, mládeže a tělovýchovy je logopedická intervence umožňována v rámci programů základních a speciálních logopedických škol, předškolních zařízení, základní či speciální školy a v rámci pedagogicko-psychologických poraden. Na běžných základních školách a při mateřských školách často vznikají logopedické poradny se speciálními pedagogy, které má dítě a rodič možnost využít. Zde dle kompetencí pracovníka a závažnosti vady řeči může být porucha ihned napravována, případně bude doporučen další postup či návštěva specializovaného pracoviště. Rodiče se na školského logopeda mohou obrátit s žádostí o pomoc či radu při postupu nápravy vady řeči. Logopedickou intervenci v tomto resortu zajišťují logopedický preventista, logopedický asistent či speciální pedagog.

### Resort zdravotnictví
V resortu zdravotnictví je logopedická intervence u osob s narušenou komunikační schopností prováděna především v logopedických poradnách (ambulancích), případně na soukromých klinikách. Jedná se většinou o nestátní zařízení při zdravotnických zařízeních, městských poliklinikách. Práci vykonává klinický logoped. Zatímco školskému logopedovi postačí ukončené magisterské studium na katedře speciální pedagogiky na pedagogických fakultách se státní závěrečnou zkouškou z logopedie a surdopedie, klinický logoped se musí ještě dále postgraduálně vzdělávat. 

### Resort práce a sociálních věcí
V tomto resortu je logopedická intervence poskytována v zařízeních sociálních služeb a ve střediscích rané péče, konkrétně tedy v zapsaných spolcích, ústavech, střediscích sociálních služeb, katolické charitě či v Diakonii CČE. Je zde klíčová úzká spolupráce s resortem školství a s Ministerstvem školství, mládeže a tělovýchovy. V rámci intervence zde působí primárně logopedi, kliničtí logopedi, ale i speciální pedagogové se specializací logopedie a surdopedie. V určitých případech bývá navázána spolupráce s lékaři, fyzioterapeuty, klinickými psychology a klinickými logopedy.